# Desvio absoluto
Em estatística, o desvio absoluto de um elemento de um conjunto de dados é a diferença absoluta entre este elemento e um ponto dado. Tipicamente o ponto do qual o desvio é medido é medida de uma tendência central, mais frequentemente a mediana ou algumas vezes a média do conjunto de dados.
{\displaystyle D_{i}=|x_{i}-m(X)|}
onde
Di é o desvio absoluto,
xi é o elemento dado
e m(X) é a medida escolhida de tendência central dos conjunto de dados, por vezes, a média ({\displaystyle {\overline {x}}}), mas mais frequentemente a mediana.
Em medidas, como em Física, também é chamado erro absoluto.